# Tribonianus
Tribonianus (500 - 542) was een vooraanstaand Grieks jurist die tijdens het bewind van keizer Justinianus I werkte aan de rechtsboeken van het Byzantijnse Rijk en aan hun eerste herziening. Hij woonde en werkte in Constantinopel, hoodstad en bestuurscentrum van het rijk. 
Tribonianus is geboren in Pamphylië rond het jaar 500. Hij werd een succesvolle advocaat in Constantinopel (tegenwoordig Istanboel) en werd benoemd door Justinianus in 528 als een van de gevolmachtigden om de nieuwe keizerlijke rechtsboeken voor te bereiden, het Corpus Iuris Civilis, waarvan het eerste deel, de Codex Justinianus, als handschrift werd uitgegeven in 529. Daarvoor werden zo'n 2000 juridische werken uit de voorliggende periode van het rijk geïnventairseerd, sommigen meer dan 1000 jaar oud. In 530 werd hij door de Senaat gekozen als schatmeester (quaestor) en werd hij benoemd tot hoofdredacteur van de commissie die de belangrijkste rechtsliteratuur moest gaan verzamelen, ordenen en vastleggen; de exegese van het Byzantijnse recht, welke in totaal veel omvangrijker was dan de nieuwe codificatie zelf. Ook was zijn opdracht de juridische leerboeken van Gaius uit 161, de Gai Institutiones, bij te werken naar de stand van de rechtswetenschap op dat moment.
De elites van het Rijk waren het niet eens met de hervormingen en codificatie van het recht omdat dit het onmogelijk maakten onbekende wetten en rechtspraak te gebruiken om een eigen zaak door te zetten, ze probeerden het werk te verhinderen. Terwijl aan de voltooiing werd gewerkt, riepen de deelnemers aan het Nika-oproer van 532 om Tribonian's aftreden, hij was niet geliefd vanwege de hoge belastingen die werden geheven. Hij werd tijdelijk ontheven van zijn taken door Justianus, totdat de rellen waren onderdrukt en de aanstichters waren veroordeeld of uitgebannen. Nadien had Justinianus de vrije hand de regels, rechtspraak en interpretaties te laten verzamelen en beschrijven zoals hij wenste. In 533 werden de Digesten, een bloemlezing van juristengeschriften, en de Instituten, leerboeken voor rechtenstudenten, samen met de Codex Justinianus bij wet vastgelegd als de keizerlijke constitutie.
In 534 werd een herziene versie van de Codex Justinianus uitgegeven, omdat deze volgens Tribonianus na de uitvaardiging van de Digesten en Instituten verouderd was. In werkelijkheid wilde hij waarschijnlijk, uit ijdelheid, dat de Codex onder zijn leiding zou zijn uitgevaardigd. Hij was in de eerste commissie namelijk een relatief onzichtbaar lid geweest. Het leven van Tribonianus is beschreven door Procopius.

## Referentie
- (en)  John Julius Norwich - A Short History of Byzantium, ISBN 0-670-87090-0